# Wósadnik (журнал)
Wósadnik, полное наименование —  Wósadnik — Cerkwine powěsći za dolnołužyske serbske wosady (Прихожанин — Церковные повествования для нижнелужицкой общины) — ежемесячный журнал на нижнелужицком языке, выходивший с 1904 по 1913 год.
Первый номер журнала вышел в декабре 1904 году по инициативе лютеранского священнослужителя Беньямина Бегаря. Он же был его первым редактором. В издании журнала также принимал участие поэт Гайно Ризо. С 1910 года журнал редактировал Фрицо Роха.
В 1905 году тираж журнала составлял 1000 экземпляров.
В журнале публиковались классики нижнелужицкой литературы, писатель Мето Веньцко.